# Braga bachmanni
Braga bachmanni är en kräftdjursart som beskrevs av Stadler 1972. Braga bachmanni ingår i släktet Braga och familjen Cymothoidae. Inga underarter finns listade i Catalogue of Life.